# Don (acte)
Pour les articles homonymes, voir Don.

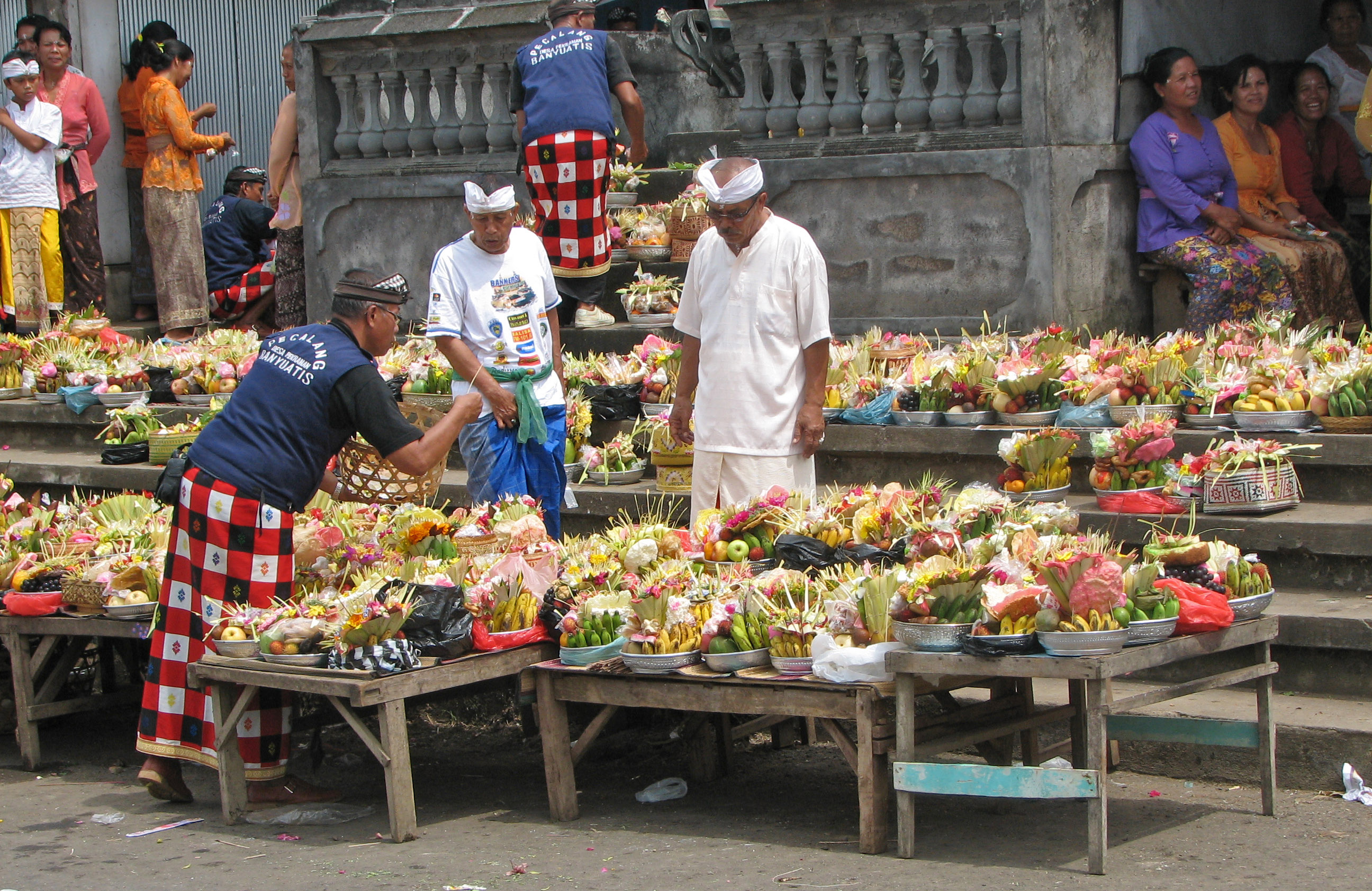
L'offrande (ici lors d'une cérémonie hindouiste sur l'île de Bali) est à distinguer du don qui lui, se fait sans envisager de contrepartie.

Le don est l'action de donner sans contrepartie, de manière désintéressée et intemporelle.
Cependant, dans les systèmes de relations sociales, pour faire honneur au don, ou en remerciement la personne en bénéficiant peut faire un don en retour, qu'on appelle le contre-don.
Il ne s'agit pas d'un acte d'échange de valeurs comme la vente ni le troc, puisque le receveur n'est pas tenu de rendre le don, et la valeur des dons n'entre pas directement en compte.

## Enjeux du don
Un don permet d'offrir sans contrepartie apparente :
- un objet,
- un bien matériel ou immatériel,
- de l'argent,
- du sang,
- un organe ou un corps à la science : ce qui permet notamment l'expérimentation sur le cadavre, telle que l' expérimentation en bioéthique.

Le don va donc du cadeau personnalisé à des proches aux libéralités ou legs anonymes et réglés par testament à des organisations de charité. Pour parler de don, il convient donc que le donateur agisse sans répondre à aucune forme d'obligation autre que sa motivation, en dehors du respect de formalités légales pour les dons d'une valeur importante (donation).
À ces transferts de valeurs monnayables, on ajoute parfois tous les actes qui bien que relevant du don, présentent essentiellement un caractère symbolique, le plus souvent des récompenses dans le domaine professionnel (médaille du travail), sportif (médaille, coupe…), intellectuel (prix littéraire, palmes académiques…), etc. Dans tous ces cas celui qui fait le don n'est pas toujours désintéressé, les médailles et prix étant aussi de puissantes sources de motivation.
Un grand nombre de circonstances sont l'occasion de dons plus ou moins traditionnels : les aumônes ; les étrennes et autres cadeaux liés aux fêtes ; les pourboires et gratifications diverses ; souscriptions favorisant des réalisations collectives ; opérations de solidarité à l'occasion de guerres ou de catastrophes, etc.
Les quêtes d'argent ou de nourriture pour cérémonies religieuses sont des dons, mais les offrandes sont faites dans la plupart des religions avec l'idée sous-jacente d'une contrepartie.
Les personnes employant une notable partie de leur fortune en dons sont appelées philanthropes. Des organismes à vocations diverses selon les époques et les lieux ont assuré l'essentiel de leur financement par l'accumulation de dons de particuliers. Les grands donateurs, sans être nécessairement les plus riches, sont motivés par la volonté d'infléchir directement le cours des choses, que ce soit le destin d'une famille dite nombreuse ou l'avenir d'une population affligée.
La philanthropie, à quelque degré que ce soit, peut cacher une recherche de retombée directe ou symbolique, ainsi Jean-Luc Marais a évalué à 30 % la proportion de donateurs inspirés au moins en partie par le désir de perpétuer leur mémoire. Plus généralement dans la perspective religieuse, la "générosité" pratiquée sur Terre est assez souvent un gage d'amélioration espérée de sa condition post-mortem.
Les dons sont aussi le fait d'institutions publiques sous la forme d'aide alimentaire d'abord, d'aides sociales par la suite et de subventions, mais aussi d'organismes privés. Le sponsoring privé est néanmoins souvent aussi une opération de communication partiellement détaxée avantageuse pour l'entreprise en termes d'image et de fiscalité.
Avant l'expansion du salariat, mais aussi après, les dons d'États et de personnes parmi les plus fortunées prenaient aussi la forme du mécénat, permettant en particulier à des auteurs ou  artistes de réaliser leur œuvre.
Les dons dans la forme de la constitution d'une bourse commune permettent à l'intérieur de corporations ou confréries la constitution de systèmes d'entraide basés sur la mutualité.
Selon les pays et les cultures, des formes de dons (en apparence) sont illégaux (corruption, commissions occultes dites Pot-de-vin, etc) et certains plus forcés encore relèvent directement de la délinquance tel le racket ponctuel ou organisé (mafia).
Le don désintéressé est une source de joie. Une étude d'expérience (2013) s'est intéressée aux gens ayant le sens de la communauté : ils se soucient du bien-être des autres, réagissent aux besoins d’autrui et souhaitent des soins similaires envers eux-mêmes. L'émotion positive ressentie par ceux qui prennent soin des autres est un facteur de récompense personnelle et interpersonnelle et de motivation chez les personnes « orientées vers la communauté ». L'étude, qui a suivi 232 personnes chaque jour durant 4 semaines, a conclu que les personnes « orienté(e)s vers la communauté » avaient une plus grande estime de soi, étaient plus satisfaits de leur vie et manifestaient au quotidien un plus grand amour dans leurs relations et un plus grand amour pour l'humanité en général. L'émotion positive quotidiennement ressentie est plus élevée chez ceux qui donnent des soins que chez ceux qui en reçoivent. Ceci a des implications pour la prosocialité et le bien-être dans les relations entre individus proches et au-delà.

## Caractéristiques du don

### Aspects philosophiques du don
- La définition du don demande des présupposés philosophiques, anthropologiques voire métaphysiques de grande ampleur, et l'on ne peut prétendre comprendre les tenants et aboutissants du don dans un aspect unique de celui-ci (sociologique, technique). Pour savoir comment quelqu'un donne, il faut définir quel est le rapport de la personne à la richesse.
  - 1. Si la destinée de l'homme se limite à une vie matérielle, il va de soi que le don totalement gratuit paraît irrationnel, et qu'il doit alors se trouver un intérêt caché à tout acte de don, sans quoi les gens généreux ne feraient que perdre ce qu'ils possèdent sans raison, et manqueraient alors de rationalité.
  - 2. Mais si la destinée de l'homme est également spirituelle, il se peut alors que le plaisir du don soit d'un tout autre ordre que le plaisir de la possession matérielle, et qu'il le surpasse. Le don serait alors même un acte très rationnel. Il se peut qu'une conception trop individualiste de l'homme l'ait réduit à un demandeur de plaisir solitaire. Mais si l'on comprend au contraire que l'homme est par nature relationnel et social, et qu'il trouve son bonheur d'abord dans la relation d'amitié (d'ordre spirituel), alors le don ne serait plus nécessairement un acte déguisé d'égoïsme, mais un acte en lui-même bon et agréable, qui comble de facto celui qui l'accomplit parce qu'il a fait du bien à l'autre. On parle d'empathie : l'homme partage le bonheur de l'autre, comme il partage son malheur par l'intermédiaire d'une juste connaissance, et c'est le propre de la raison. On parle alors d'amour et d'amitié. Le philosophe qui développe le premier une conception de l'amitié basée sur la vertu et la connaissance est Aristote dans Éthique à Nicomaque.
- D'après St Thomas d'Aquin, il n'est pas contradictoire d'avoir au même moment gratuité et plaisir, puisque celui qui donne, donne gratuitement, et le plaisir lui vient seulement du plaisir de l'autre, dans un second temps. Ce plaisir est même bon puisqu'il montre au donateur qu'il fait quelque chose de bien, et l'encourage à renouveler. Seulement, si le donateur ne cherche plus le plaisir de l'autre mais uniquement sa gratification personnelle, on va pouvoir alors parler de perversion du don.
- Conclusion : la définition du don, c'est toujours la gratuité. Si l'intention est une recherche de gain, il ne s'agit plus que d'un semblant de don. Dire que le don cherche un contre-don, c'est capituler dans la définition du don ou désespérer de la nature bonne et sociale de l'homme, pour conclure en son individualisme.

### Aspects sociologiques du don
- Le don n'est pas un acte d'échange de valeurs puisque le receveur n'est pas tenu de rendre le don ou sa contrepartie en valeur. La valeur des dons n'entre pas directement en compte dans ce système de commerce (kula).

Historiquement, on peut différencier trois sortes de don / contre-don :
1. l'échange rituel : il s'agit alors d'honorer des puissances avec l'espoir d'obtenir des faveurs terrestres ou la clémence des dieux ;
2. l'échange intercommunautaire : il s'agit alors de garantir les bons rapports entre deux communautés grâce à des relations privilégiées ;
3. la marque d'une distinction sociale : il s'agit de faire reconnaître sa primauté par le biais d'une compétition du don, les valeurs données pouvant parfois être détruites (potlatch).

Ces trois formes de don se trouvent généralement entremêlées dans la réalité.
- Le don est à comparer avec d'autres formes d'échange plus actuelles :

1. le troc : s'il peut se rapprocher du don / contre-don par le fait qu'il s'agit d'un échange sans garantie d'une tierce partie, il en diffère par la fixation d'une valeur marchande d'échange ainsi que par une temporalité de l'échange et donc du lien ;
2. la vente : cet échange est régi par des lois fixes dépendantes du pouvoir ou du marché, il s'effectue sous un étalon valeur (argent) et est donc temporel. Il peut cependant impliquer un lien entre le vendeur et le client, mais de façon limitée (garantie).

Si le don crée un lien social, il peut aussi être une forme de contrat social (peuple des Iks en Afrique où l'on est redevable par le don / contre-don d'amis, très important par rapport aux autres formes de liens : familiaux, communautaires).
Le don chrétien peut être un acte de charité (don aux pauvres sans possibilité de contre-don).
- Selon Marcel Mauss dans son livre Essai sur le don, le don en tant qu'acte social suppose que le bonheur personnel passe par le bonheur des autres, il sous-entend les règles : donner, recevoir et rendre (par le contre-don : potlatch)[6] :

1. l’acte fondateur en est un don, donc la reconnaissance de l’alter ego (ce qui m’appartenait t’appartient maintenant) ;
2. le deuxième acte comprend l’acceptation du don, le receveur reconnaissant ainsi la valeur du don pour son propre usage (force unificatrice du oui) ;
3. le troisième acte élimine une différence de valeur entre celle que lui accorde le donateur et celle que perçoit le receveur, ce qui revient à annuler la valeur matérielle de l’échange pour mettre en avant la valeur sociale de l’échange.

Le don se base donc sur une valeur de sociabilité primaire : la réciprocité.
La spirale du don n'est pas forcément pacificatrice car elle peut devenir infernale, jusqu'à la destruction des objets échangés. Voir les bûchers d'offrandes dans le potlatch.

### Aspects juridiques du don en France
En France, les dons sont prévus en particulier par les articles 930 et 937 du Code civil. Par les lois de 1901 et 1905, les institutions religieuses perdirent la possibilité de recevoir des dons ou des legs.
Toutes les associations sont aptes à recevoir des dons[réf. souhaitée].
Pour les individus imposables, 75% des dons pour les associations de la catégorie « soutient gratuit aux personnes en difficultés et aide humanitaire internationale et violences domestiques » et 66% des dons aux associations d'autres catégories, sont déductibles de l'impôt sur le revenu pour un montant maximum, en 2020 et 2021 de 1 000 euros par an, reportable sur plusieurs 5 années, dans la limite de 20 % du revenu imposable.
Ce montant peut s'élever à 75 % pour des versements auprès d'organismes ayant pour mission la donation de repas (ex : Les Restos du cœur), de logements ou de soins.
Pour les entreprises domiciliées en France, soumises à l'imposition sur le revenu ou à l'impôt sur les sociétés, un équivalent de don culturel autorisant une défiscalisation est également possible sous forme de Mécénat.
L'entreprise dispose donc de deux formes de défiscalisation solidaire, qui n'ont aucune distinction légale mais des distinctions comptables.
Le Mécénat est défini comme tel : "un soutien financier ou matériel qu'une entreprise attribue a une action d'intérêt général
- de culture,
- de recherche,
- humanitaire,

sous condition d'absence absolue de publicité de la part de l'association bénéficiaire en contrepartie." 
L'entreprise mécène est pourtant libre de faire sur un support propre la publicité de son geste.
Depuis 2020, toute entreprise imposable à l'impôt sur le revenu ou à l'impôt sur les sociétés peut bénéficier d'un crédit d'impôt de 60% du montant de son mécénat/de son don, du premier (1) euro à 20 000 euro, par exercice fiscal sur leur impôt respectif (IR ou IS). Au-delà de 2 000 000 d'euro de mécénat/don, le pourcentage est diminué à 40% de la somme résiduelle aux 20 000 euro.
Les associations européennes domiciliées dans d'autres États membres et similaires dans leurs activités sont également éligibles au mécénat d'entreprises et au don d'entreprises françaises leur octroyant les mêmes droits.
L'établissement d'une liste officielle garantissant, par l'État la défiscalisation des dons aux profits des organismes y étant inscrits, est denue de contradiction sur l'éligibilité des organismes autres répondants aux critères fixés par la loi, lorsque les donateurs sont prêts à prouver l'équivalence des actions de ces organisations, avec celles présentes/dont le siège officiel est sur le territoire français.
En effet, depuis les paragraphes 4 bis et 5 de l'article 200 du CGI modifie par décret 2021-744 le 9 juin 2021: 
4bis. "Lorsque les dons et versements ont été effectués au profit d'un organisme non agréé dont le siège est situé dans un État membre de l'Union européenne ou dans un autre État partie à l'accord sur l'Espace économique européen ayant conclu avec la France une convention d'assistance administrative en vue de lutter contre la fraude et l'évasion fiscales, la réduction d'impôt obtenue fait l'objet d'une reprise, 
- sauf si le contribuable produit, à la demande de l'administration fiscale, les pièces justificatives attestant que cet organisme poursuit des objectifs et présente des caractéristiques similaires aux organismes dont le siège est situé en France répondant aux conditions fixées par le présent article[10]."

Ouvrent également droit à la réduction d'impôt les dons et versements effectués au profit d'organismes qui ont pour objet la sauvegarde, contre les effets d'un conflit armé, des biens culturels mentionnés à l'article 1er de la Convention du 14 mai 1954 pour la protection des biens culturels en cas de conflit armé, dont le siège est situé dans un État membre de l'Union européenne ou dans un autre État ayant conclu avec la France une convention d'assistance administrative en vue de lutter contre la fraude et l'évasion fiscales, sous réserve que l'État français soit représenté au sein des instances dirigeantes avec voix délibérative"  
Pour être mécène ou donateur au-delà de 20 000 euros sur un exercice fiscal, toute entreprise imposable à l'IR ou à l'IS sera, seulement alors, limitée à cinq pour mille de son chiffre d'affaires.
Lors du paiement du don, une société comptabilisera chaque somme versée en débitant le compte comptable: 
- 6713, pour des dons / mécénats ponctuels sur l'exercice (par exemple, au 31 décembre),
- 6238, pour les dons / mécénats réguliers sur l'exercice (par exemple, tous les mois),

Il appartient à l'entreprise de créditer depuis ces comptes comptables les compte comptables du Moyen de Paiement qu'elle utilise (par exemple le compte 512 pour les virements ou les cartes de crédit).

Etape comptable symbolisant la perte pour la société: 
Ces débits symbolisent l'étape du 'concept premier de perte' que fait l'entreprise dans l'acte de don / de mécénat.
Cette étape de perte, ultérieurement compensée, s'exprime par résultat fiscal inchangé (des débits de dons / de mécénat) et imposable (en ignorant les dons).
Comme les comptes 6713 / 6238 ont été débités et ont indirectement réduit le résultat fiscal, en correction ce dernier doit être réintégré (comptes 699x ou 695x) de la somme. Le résultat fiscal reste identique mais l'action des dons est enregistrée en toute transparence: 
Une société imposée à l'Impôt sur les Sociétés, 
- effectivement défiscalisable de l'ensemble de la (fraction, exemple 60% de la) somme de mécénat / du don sur l'exercice comptable, doit alors créditer le compte comptable 695x de la somme de mécénat / de don,
- seul partiellement défiscalisable de l'ensemble de la (fraction, exemple 60% de la) somme de mécénat / de don sur l'exercice comptable, doit créditer le compte comptable 699x de la somme de mécénat / de don.

Étape comptable Actant le recouvrement pour la société du crédit d'Impot que procure le don: 
Puis cette société à l'IS va déduire un compte comptable 444x (Impots et Taxes d'État et de Collectivites) de la fraction deductible (60%) des sommes mêmes que celles du compte 699x / 695x (pour les dons / le mécénat).
La société déclare de cette manière un résultat fiscal qui reste non diminué des sommes de don / mécénat, quand au même moment elle inscrit l'endettement de l'État sous la forme du Crédit d'Impôt, dont le compte de l'IS (444x) que l'entreprise doit à l'État, se voit diminué.
Étape résultante, De la ré-estimation de: l'IS post-extra-comptable.
Par une réintégration fiscale (dite, 'extra comptable') qui a de la sorte 'retraité' le résultat fiscal calculé, il reste à déterminer l’Impôt sur les Sociétés (IS).
Pour résumer ces Étapes: 
IS = résultat fiscal* x taux d’IS (15%, 28% ou 33,3%).
résultat fiscal (inchangé par les dons / le mécénat) = 
Le Résultat Comptable Avant Impôts (est affecté par les comptes 6713 et/ou 6238) + réintégrations extra comptables (corrigeant les débits en comptes 6713 ou 6238) – déductions extra comptables (qui ne relatent point du sujet des dons et du mécénat).
Les crédits et les réductions d’impôt (comme les dons / le mécénat) n'affectent jamais le montant du résultat fiscal, mais a posteriori diminuent l'IS imposable.

Le montant du résultat fiscal de l'entreprise sera diminué uniquement de la fraction défiscalisable de la somme defiscalisable de mécénat / du don, en premiere annee, puis l'excedent de cette somme sera exerce les années suivantes sur cette même fraction (les dons dépassant le potentiel defiscalisable sur un exercice restent évidemment utilisables sur les 5 exercices suivants)
Le Trésor Public fera alors un virement sur le compte bancaire de l'entreprise chacune des cinq années suivantes selon le montant résiduel de la réduction fiscale applicable (la somme rapportée en écriture sur le compte comptable 444x).
Une société imposée à l'Impôt sur le revenu : 
- omet la réduction d'impôt que permet son mécénat/son don de tout résultat fiscal, mais la rapporte par formulaire 2069-RCI[réf. souhaitée].

La déclaration d'impôt est possible numériquement comme sur papier.
Il appartient aux entreprises de mentionner l'organisme bénéficiaire, et lors d'une vérification fiscale, de prouver leurs paiements.
Les individus donateurs sont exempts de cette obligation d'identification spontanée des bénéficiaires sauf lors d'une vérification fiscale. Il est alors du devoir des individus donateurs de présenter les reçus fiscaux qui la composent.
En retour, l'association doit, pour les individus, fournir un reçu tandis qu'elles sont libérées de cette contrainte pour les entreprises dont la seule preuve de paiement est suffisante auprès des autorités fiscales, sans pour autant en être interdites.
Les dons sont réglementés par le Code général des impôts et particulièrement l'article 200.